# Standby-Datenbank
Eine Standby-Datenbank ist eine aktuelle Kopie einer produktiven Datenbank auf einem zweiten, meist entfernten Rechnersystem. Standby-Datenbanken werden meistens verwendet, um die Ausfallsicherheit zu erhöhen.

## Hintergrundbackup
Eine Standby-Datenbank wird durch sogenanntes Log-Shipping auf dem aktuellen Stand gehalten. Dabei wird das Transaktionslog der sogenannten Primärdatenbank auf das Standby-System übertragen und dort nachvollzogen. Alle Transaktionen, die auf der Primärdatenbank durchgeführt wurden, werden durch die Übertragung des Transaktionslogs auf dem Standby-System nachvollzogen. Die Standby-Datenbank ist somit leicht zeitverzögert auf demselben Stand wie die Primärdatenbank und enthält somit den gleichen Datenbestand.

## Ausfallsicherheit
Eine (Primär-)Datenbank und deren Standby-Datenbank bilden zusammen einen Failover-Cluster. Dabei soll das gesamte System fehlertolerant, hochverfügbar sein. Fällt die Primärdatenbank aus, können Anwender mit der Standby-Datenbank weiterarbeiten.
Transaktionen, die auf der Standby-Datenbank ausgeführt werden, müssen später wieder auf die Primärdatenbank übertragen werden. Auch wenn die Primärdatenbank versehentlich gelöscht wird, kann die Standby-Datenbank erneut auf den Rechner geladen werden.

## Produkt- und Leistungsmarkt
Optionen für Standby-Datenbanken bieten unter anderem die Hersteller von Sybase, Oracle (Oracle Dataguard), Informix, Microsoft und DB2. Alternativ gibt es auch andere Anbieter, die Verwaltung und Betrieb von Standby-Datenbanken anbieten, auch in heterogenen Datenbanklandschaften.